# Dorpsstraat Holysloot 12
Dorpsstraat Holysloot 12 is een gebouw te Holysloot, Landelijk Noord, Amsterdam-Noord.
Het gebied rondom Holysloot was en is eeuwenlang agrarisch gebied. Bij de bestuurlijke samensmelting met Ransdorp kwam het onder die gemeente te vallen. Ransdorp zelf was ook een van de dorpjes binnen een uitgestrekt groengebied. Na de stormvloed van 1916 kon die gemeente zichzelf niet meer financieel redden en sloot zich aan bij gemeente Amsterdam. Die gemeente breidde in de navolgende jaren uit, maar zou in Amsterdam-Noord hier toch niet voorbij de Rijksweg 10 (ringweg) komen. Het gebied kreeg daarom de naam Landelijk Noord tegenover Stedelijk Noord.
Holysloot was eeuwenlang ook een soort eindpunt van een stelsel van sloten en paden dat eindigde op de Holysloter Die. De infrastructuur van het dorp is ook in de 21e eeuw eenvoudig. De weg naar het dorp toe Bloemendalergouw heeft een T-kruising met de enige straat in het dorp Dorpsstraat Holysloot. Die naam kreeg het overigens pas in 1957, daarvoor werden gebouw aangeduid met Ransdorp gevolgd door letter (wijk) en cijfer (huisnummer).; in dit geval Ransdorp C50A.
Die Dorpsstraat eindigt aan het westelijk eind doodlopend op de Bannewatering; een grens van het oude banne Holysloot. Aan dat eind bevindt zich Dorpsstraat Holysloot nr. 12. Hier werd in de jaren rondom de overname door Amsterdam een boerderij neergezet, dat omschreven wordt als hooihuis. Het gebouw herbergt de woning, een stal en een (hier extra) grote hooischuur. Het gebouw werd diverse keren aangepast naar nieuwe wensen van bewoners, maar sommige onderdelen overleefden die verbouwingen. Met name de windveren onder de puntdaken gaven de gemeente Amsterdam eind 2021 de reden om het complex aan gebouwen tot gemeentelijk monument (200934) te verklaren. Er werd toen niet alleen gekeken naar de cultuurhistorische, architectuurhistorische en typologische (gebruik) waarde van het gebouw. Ook werd rekening gehouden met de typische dorpse lintbebouwing. De Dorpsstraat loopt langs de Die en vanuit de boerderij stapt men direct de landerijen in. Met de benoeming wilde men ook vasthouden aan de geschiedenis van het gebied, dat eeuwenlang van belang was voor de voedselvoorziening van de “grote stad”.  Daarom werden tegelijkertijd ook boerderijen aan de Broekergouw en Zunderdorpergouw tot monument verklaard. 
Het verklaren tot monument deed er meer dan dertig jaar over. Al in 1990 stelde het gemeentelijk bureau monumentenzorg vast dat het om een beeldbepalend gebouw ging.